# Mats Agnéus
Mats Gunnar Agnéus (tidigare Pettersson), född 4 februari 1968 i Voxtorps församling, Kalmar län, är en svensk militär.

## Biografi
Agnéus avlade sjöofficersexamen 1991 och utnämndes samma år till fänrik i flottan. Under första hälften av 1990-talet ändrade han sitt efternamn från Pettersson till Agnéus. Han tjänstgjorde under andra hälften av 1990-talet vid 2. minkrigsavdelningen samt befordrades 1997 till kapten. Till sjöss har han tjänstgjort som fartygschef på minröjningsfartyg och som fartygs- och divisionschef för korvetter av Visby-klass. Han har dessutom tjänstgjort vid Marintaktiska staben i Högkvarteret. Under 2015 var Agnéus operationschef vid FHQ inom operation Atalanta ombord på det nederländska fartyget Johan De Witt.
Den 1 april 2016 befordrades Agnéus till kommendör och från den 1 april till den 31 augusti 2016 var han ställföreträdande chef för Marinbasen. Från och med den 1 september 2016 till och med den 31 maj 2020 var han chef för 1. ubåtsflottiljen.
Mats Agnéus invaldes 2016 som ledamot av Kungliga Örlogsmannasällskapet.